# Union nationale (Égypte)
Pour les articles homonymes, voir Union nationale.
L'Union nationale (arabe: الاتحاد القومي al-Ittihâd al-Kawmi ) était le seul parti autorisé en République arabe unie,, l'union politique entre l'Égypte et la Syrie qui existait de 1957 à 1961.
L'Union nationale a été fondée par un décret présidentiel égyptien en mai 1957 par le président Gamal Abdel Nasser en tant que successeur du Rassemblement de libération, avec ses fonctions permanentes en vigueur à partir de novembre 1957, peu avant la fondation de la République arabe unie. Après la formation de l'UAR en 1958, l'Union nationale est également devenue le seul mouvement politique légal en Syrie. Dans ce dernier pays, l'Union nationale était contrôlée par d'anciens baasistes et anticommunistes.
L'objectif principal de l'Union nationale était de mobiliser la population derrière la politique de Nasser, qui consistait en un panarabisme, des réformes et la construction d'un État providence. Cependant, l’Union nationale n’est pas devenue un véritable mouvement de masse, surtout pas en Syrie. Ce dernier pays s'est retiré de la RAU en septembre 1961. En 1962, Nasser a remplacé l'Union nationale par l'Union socialiste arabe (ASU).